# Hildebrand

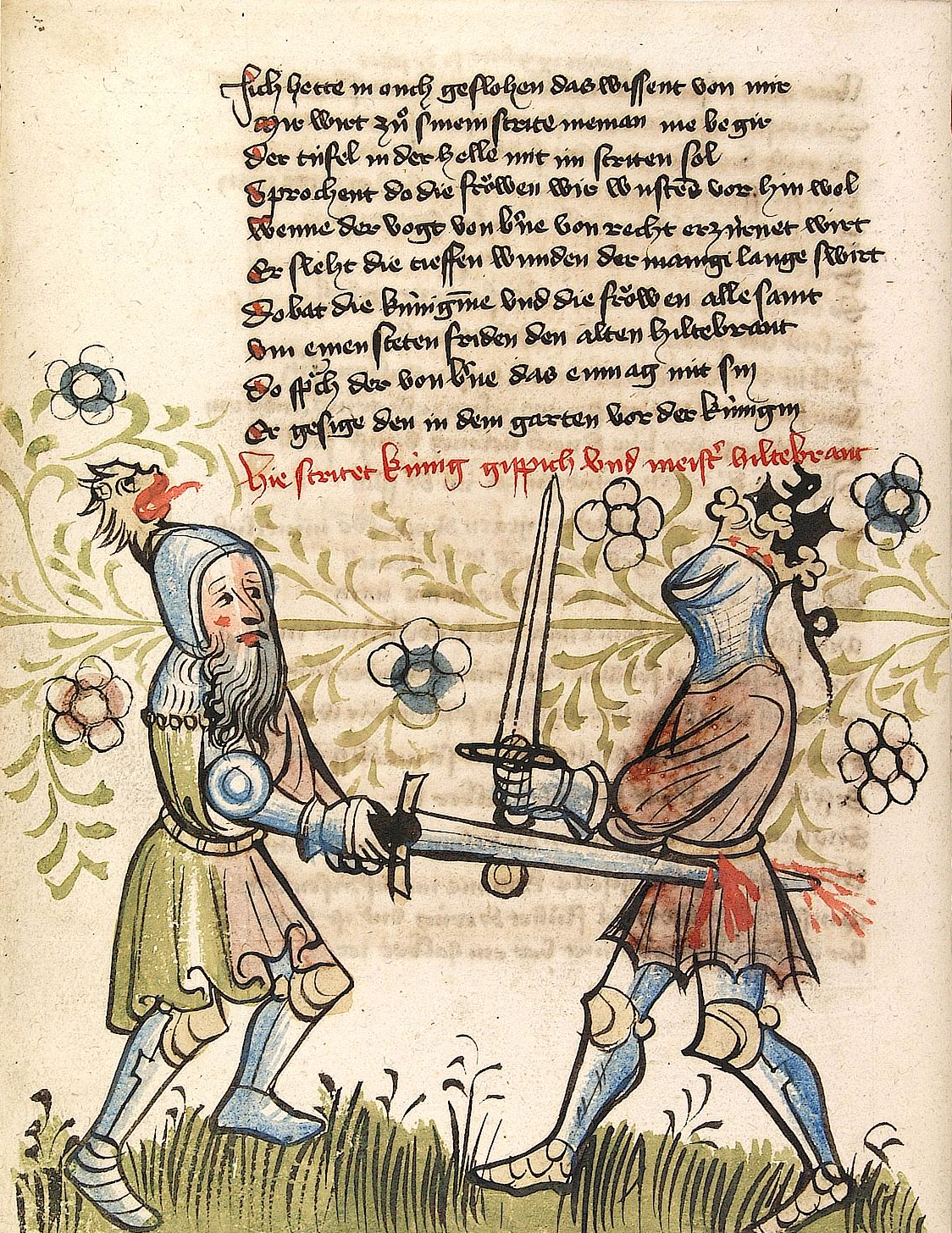
Hildebrand kämpft gegen den König Gibica im Rosengarten zu Worms

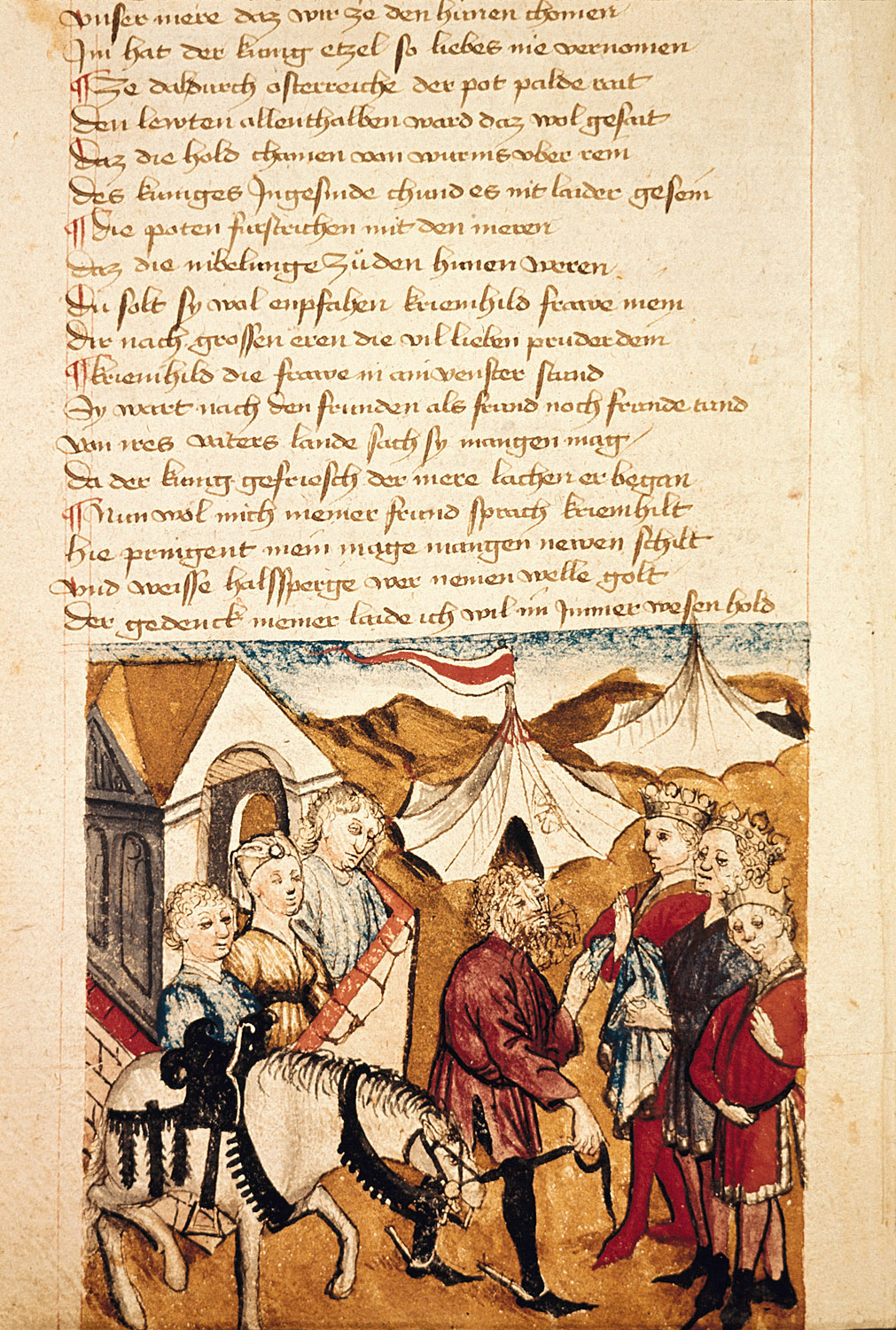
Hildebrand warnt die Burgunder (Hundeshagenscher Kodex)

Hildebrand (althochdeutsch hiltibrant, altnordisch Hildibrandr; aus hilti „Kampf, Schlacht“ und brant „Schwert“, eigentlich „feuergebrandt, feurig“) ist ein Held aus dem Sagenkreis um Dietrich von Bern und Hauptfigur eines eigenen Heldenlieds.
In der kompilatorischen Fassung der Thidrekssaga begibt sich der Sohn Reginbalds, des Herzogs der Wenden, stammend aus dem Geschlecht der Wölfinger, im Alter von dreißig Jahren an den Hof König Dietmars in Bern (Verona), wobei er seine Frau und den Sohn Hadubrand (auch Alebrand) zurücklässt. Dort wird er zum Erzieher und Waffenmeister von Dietmars Sohn, Dietrich von Bern. Er wird als kühner Kämpfer mit rotem Schild, dem Zeichen Dietrichs, bekannt und ist, ebenso wie Dietrich, eng verbunden mit der Nibelungensage. Am Ende des Nibelungenlieds erschlägt er Kriemhild mit dem Schwert Siegfrieds.
Das Anfang des 9. Jahrhunderts aufgezeichnete „ältere“ Hildebrandslied schildert die Rückkehr in die Heimat. Hildebrand trifft dort auf das Heer seines Sohnes Hadubrand. Hildebrand und Hadubrand treffen sich zwischen den Heeren. Hadubrand ist in dem Glauben aufgewachsen, dass sein Vater, der ein großer Held war, tot sei. Hildebrand gibt sich zu erkennen, aber der Sohn tut dies als Kriegslist ab und fordert ihn zum Zweikampf. Die Tradition verbietet es Hildebrand, diesen Kampf zu verweigern. Er kann sich demgemäß nur entscheiden, entweder vom eigenen Sohn erschlagen zu werden oder ihn selbst zu töten.
Das Ende des Liedes ist nicht erhalten, aber ein tragischer Ausgang liegt nahe. Skandinavische Überlieferungen des Sagenstoffs lassen vermuten, dass Hadubrand im Kampfe fällt und Hildebrand sein Bild auf seinen Schild gravieren lässt; dort befinden sich nämlich die Bilder aller Gegner, die er im Kampf getötet hat. Die isländische Ásmundar saga Kappabana aus dem 13./14. Jahrhundert enthält ein Fragment von Hildibrands Sterbelied: er unterliegt im Kampf dem Halbbruder Ásmundar und kommt sterbend mit dem Kopf nahe an seinen Schild mit dem Bildnis des Sohnes zu liegen. Er beklagt die Tötung des Sohnes und bittet den Sieger, ihn in seine (des Bruders) Kleider zu hüllen.
Das „jüngere Hildebrandslied“ und die Thidreksaga bieten einen versöhnlicheren Ausgang: Hadubrand überlebt die Niederlage.